# Кирсинское сельское поселение
Кирсинское се́льское поселе́ние — муниципальное образование в Верхнеуральском районе Челябинской области Российской Федерации. В рамках административно-территориального устройства муниципальное образование  соответствует административно-территориальной единице Кирсинский сельсовет.
Административный центр — село Кирса.

## История
Статус и границы сельского поселения установлены Законом Челябинской области от 12 июля 2004 года № 247-ЗО «О статусе и границах Верхнеуральского муниципального района, городских и сельских поселений в его составе»

## Население
| 2002  | 2010  | 2011  | 2012  | 2013  | 2014  | 2015  |
| ----- | ----- | ----- | ----- | ----- | ----- | ----- |
| 2469  | ↘2391 | ↘2390 | ↗2406 | ↘2396 | ↘2388 | ↘2382 |
| 2016  | 2017  | 2018  | 2019  | 2020  | 2021  |       |
| ↗2399 | ↗2438 | ↘2418 | ↘2417 | ↘2415 | ↘2352 |       |

## Состав сельского поселения
| № | Населённый пункт | Тип населённого пункта          | Население |
| - | ---------------- | ------------------------------- | --------- |
| 1 | Казанцевский     | посёлок                         | ↘190      |
| 2 | Кирса            | село, административный центр    | ↘937      |
| 3 | Смеловская       | посёлок железнодорожной станции | ↘108      |
| 4 | Смеловский       | посёлок                         | ↗760      |
| 5 | Тайсара          | посёлок                         | ↘396      |

## Археология
Стоянка в пещере «Смеловская II» относится к самому началу позднего палеолита.